# ジグムント・ゾイス
ジグムント・ゾイス・フォン・エーデルスタイン（Sigmund Zois Freiherr von Edelstein、スロベニア語では Žiga Zois、1747年11月23日 - 1819年11月10日）はスロベニアの貴族・自然科学者・地球科学者・芸術のパトロンである。

## 生涯
父親のミケランジェロ・ゾイス (Michelangelo Zois) はヴェネツィアの商人で リュブリャナに移って、財産を作った。Carniola の貴族と結婚し、伯爵を名乗ることが許された。Carniola と Kras に邸宅を構え、ジグムントは父親の邸の一つのトリエステで生まれた。自然科学をリュブリャナの Gabriel Gruber と Joseph Maffei に学び、さらにイタリアに学び、多くの旅を行い、多くの学者と知り合った。痛風を病み、その後の生活は病に悩まされた。リュブリャナに戻ると自然科学に興味を深め、ベルサザール・ハケットらの当時のスロベニアの知識人とともに働いた。
1780年代にゾイスの屋敷は自由な知識人の集まるスロベニアの啓蒙的な場所となった。Jurij Japelj、Blaž Kumerdej、Jernej Kopitar、Anton Tomaž Linhart、Valentin Vodnik などが優れたメンバーでゾイス・サークルと呼ばれた。ゾイスはパトロンとなり、彼らを指導し、彼らの文化的、科学的活動の資金を提供した。合理的、実証的な思想の持ち主であったが、フランス革命には強く反対し、レオポルト2世の穏健な開明的政治をサポートした。
オペラのアリアや民族音楽の作詞が残されているが、文学の分野での貢献は小さく、Gottfried August Burger の詩 Lenore の翻訳は失敗だとみなされている。ゾイスはこのような文学作品をつくるには、スロベニア語は平凡で粗野であるとしたが、同じ詩をフランツェ・プレシェーレンが巧みに訳したことによって、ゾイスの結論は覆された。ゾイスはまたズロベニア文学批評の創始者とされ、彼の批評の多くが、Valentin Vodnik との書簡の中に残されている。
リュブリャナで没した。
ゾイスの貢献は鉱物学、地質学、植物学、動物学の分野にあり、彼の集めた約5,000点の鉱物のコレクションはスロベニア国立博物館 (National Museum of Slovenia) に保存されている。1795年にトリグラウ山の付近の地域を調査した。1805年には Carinthian Alps で発見された鉱物が新鉱物であることを示し、その鉱物は zoisite（灰簾石）と命名された。兄弟の植物学者カール・ゾイス (Karl Zois) の仕事を援助した。カール・ゾイスはCarniola の新種の花 Campanula zoysii を発見した。
スロベニアにおける自然科学の賞「ゾイス賞」や、学生に対する奨学金に名前がつけられている。